# Dušan Mramor

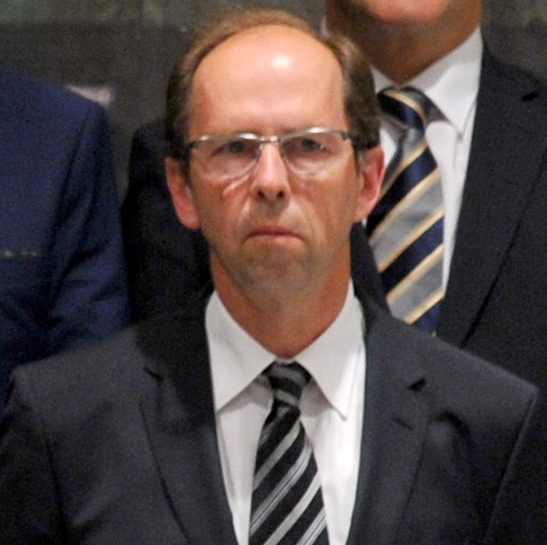
Dušan Mramor (2014)

Dušan Mramor (* 1. November 1953 in Ljubljana, Jugoslawien, heute Slowenien) ist ein slowenischer Ökonom, Politiker und war Finanzminister Sloweniens von 2014 bis 2016. Er war bereits Finanzminister im Kabinett von Ministerpräsident Anton Rop. Dieses bestand von Ende 2000 bis zum 9. November 2004.
Nach der vorgezogenen Parlamentswahl am 13. Juli 2014 wurde Miro Cerar zum Premierminister gewählt und mit der Regierungsbildung beauftragt. Cerar berief den damals parteilosen Mramor in sein Kabinett, eine Drei-Parteien-Koalition. Das Kabinett wurde am 18. September 2014 vereidigt.
Von 2000 bis 2002 sowie von 2009 bis 2013 war er Chairman of the Board der Universität Ljubljana. Er war Recurring Visiting Professor an der Central European University (Budapest) und ein Research Associate and Visiting Scholar an der School of Business, Indiana University (USA).
Vor der Berufung im Jahre 2014 war Mramor full professor of finance an der Wirtschaftsfakultät der Universität Ljubljana.
Am 13. Juli 2016 trat er als Minister zurück, die bisherige Staatssekretärin Mateja Vraničar trat als erste Frau an der Spitze des Finanzministeriums die Nachfolge an.